# Фрейляк, Станислав
Станислав Фрейляк (пол. Stanisław Frejlak, род. 22.06.1996, Польша) — польский игрок в го, обладатель профессионального 1 дана от Европейской федерации го.
Начал играть в го в 6 лет. После школы он изучал го в академии EGF, а потом отправился в Китай учиться в Академии им. Гэ Юйхуна (кит. упр. 葛玉宏围棋道场, палл. Гэ Юйхун вэйци даочан), где провёл в общей сложности 15 месяцев. Фрейляк преподаёт го в польском летнем лагере по го и в международной школе го Йены.
С 2021 по 2019 года Фрейляк трижды становился чемпионом Польши. В 2018 году он занял четвёртое место на 39-м World Amateur Go Championship, в 2019 — четвёртое место на европейском чемпионате по го и третье место на EGF Grand Prix Finale. В 2021 году на 41-м чемпионате мира по го во Владивостоке Фрейляк занял пятое место и получил приз «За волю к победе», но обыграл китайского чемпиона. Предыдущий раз, когда европейский игрок победил китайского, произошёл за 30 лет до этого.
В 2021 году, на шестом квалификационном турнире Европейской федерации го на получение европейского профессионального дана, он проиграл во втором раунде Оскару Васкесу, но смог выйти в финал и победить в нём чеха Лукаша Подперу по итогу трёх партий. Фрейляк стал восьмым обладателем европейского профессионального дана.